# Tortula emarginata
Tortula emarginata är en bladmossart som först beskrevs av Frans François Dozy och Molkenboer, och fick sitt nu gällande namn av Mitten 1891. Tortula emarginata ingår i släktet tussmossor, och familjen Pottiaceae. Inga underarter finns listade i Catalogue of Life.